# Lila Gruner

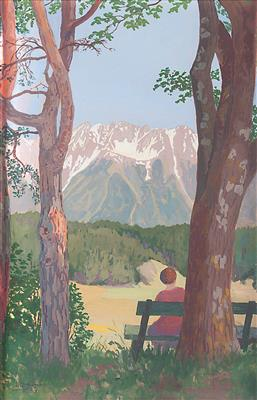
Igls mit Blick auf Hafelekar (1938)

Eulalia Emma Lydia „Lila“ Gruner (* 13. April 1870 in Guntramsdorf; † 8. März 1950 in Wien) war eine österreichische Malerin, Grafikerin und Zeichenlehrerin.

## Leben
Gruner stammte aus einer Offiziersfamilie. Sie besuchte 1892 bis 1896 die Wiener Kunstgewerbeschule bei Rudolf Ribarz, von 1902 bis 1904 war sie Schülerin von Adolf Hölzel in Dachau.
Sie war danach freischaffend sowie als Zeichenlehrerin an der Privat-Lehrerinnen-Bildungsanstalt der Schwestern vom armen Kinde Jesu in Wien tätig. Ab 1910 war sie Mitglied und Schriftführerin der Vereinigung bildender Künstlerinnen Österreichs und beteiligte sich an deren erster Ausstellung.
1914 meldete sie sich nach Tscherms in Südtirol ab, später lebte sie in Meran. Ihr weiteres Leben ist weitgehend unbekannt. Sie starb 1950 in Wien und wurde am Zentralfriedhof (Gruppe 41F, Reihe 8, Nummer 20) beerdigt.

## Werk
Ihr Werk umfasste vor allem Landschafts- und Blumenbilder. Ihr Stil wird dem Postimpressionismus zugeordnet.
- Beethovenhäuser. Zwölf Originalradierungen von L. Gruner. Grünfeld, Wien 1910.
- Michael Klieba: Mein Wien. Grossstadtmärchen. Konegen, Wien 1912 (Buchschmuck).